# Fokamezo
Fokamezo est un village du Cameroun situé dans le département de la Menoua et la région de l'Ouest. Il est rattaché à la commune de Nkong-Zem.

## Population
Lors du recensement de 2005, la localité comptait 2 578 habitants.